# Auðunn rotinn Þórólfsson
Auðunn rotinn Þórólfsson (Audhunn Thorolfsson, apodado el Podrido, n. 875) fue un caudillo vikingo y colono de Eyjafjörður, Islandia. Hijo de Þórólfur Þorsteinsson, un descendiente de Grímur Kamban, el primer colono en las Islas Feroe.
Landnámabók cita que su padre Þórólfur viajó con la primera expedición de Hrafna-Flóki Vilgerðarson y describió a Islandia como una tierra donde la mantequilla se depositaba sobre cada matojo que encontró.
Casó con Helga, una hija de Helgi Eyvindarson quien le cedió una parte de Eyjafjörður, en la región de Villingadalur, y tuvo su hacienda en Saurbær. Ambos tuvieron un hijo varón, Einar Auðunsson, y una hembra Vigdís (n. 896), pues Auðunn murió pronto. Einar fue abuelo de Gudmundur Eyjólfsson. 
Helga volvería a casar con Hámundur heljarskinn Hjörsson, viudo de su hermana Ingunn. Este tipo de pactos era común en la Era vikinga, para conservar la posición y evitar la dispersión de los bienes del clan familiar, en la saga de Gísla Súrssonar aparece otro ejemplo de Gísle (tío del protagonista del mismo nombre) que casó con su cuñada Ingeborg tras la muerte de su hermano «pues no quería que saliese de su familia una mujer tan excelente como aquella».
Auðunn aparece brevemente en la saga de Víga-Glúms, y la saga de Njál.